# Karol Sevilla
 (février 2021).
Si vous disposez d'ouvrages ou d'articles de référence ou si vous connaissez des sites web de qualité traitant du thème abordé ici, merci de compléter l'article en donnant les références utiles à sa vérifiabilité et en les liant à la section « Notes et références ».
Pour les articles homonymes, voir Sevilla.
Karol Itzitery Piña Cisneros dite Karol Sevilla, est une actrice, chanteuse, mannequin et youtubeuse mexicaine, née le 9 novembre 1999 à Mexico (Mexique).
Elle est principalement connue pour son rôle de Luna Valente dans la série télévisée Soy Luna, diffusée surDisney Channel entre 2016 et 2018.
En 2022, elle est de retour à l'écran dans le rôle principal de la série Siempre fui yo, sortie sur Disney+ le 15 juin 2022 en Amérique Latine et le 20 juillet dans le reste du monde.

## Biographie
Karol Sevilla est la fille de Carolina Cisneros et de Javier Piña. Sa grand-mère, Bertha Sevilla l'a fait auditionner pour un casting dans l'entreprise Televisa (très connue au Mexique). La directrice du casting l'a repérée puis à la suite d'un deuxième casting, elle a été choisie pour assister aux nombreux cours du Centro de Educación Artística de Televisa, de 2006 à 2008.
Sa première apparition à la télévision a eu lieu en 2008 dans la telenovela Querida Enemiga, interprétant Gina. En 2009, elle a fait une participation spéciale dans la série télévisée Mujeres asesinas, dans le rôle de Cecilia.
En 2012, Karol participe à la comédie musicale Le Magicien d'Oz.
En 2015, elle est choisie parmi plus de 5 000 filles pour jouer le rôle principal de Luna Valente dans la série Soy Luna. Elle déménage alors en Argentine pour assurer le tournage de la série diffusée en Argentine entre le 14 mars 2016 et 17 août 2018 et en France du 12 avril 2016 au 12 octobre 2018. La série reçoit de nombreuses critiques positives et est diffusée dans 40 pays (en Europe et en Amérique latine). En 2017, le cast réalise sa première tournée Soy Luna en Concierto qui fait le tour de l'Amérique latine. Elle est suivie de la tournée européenne Soy Luna Live de janvier à avril 2018 puis de la tournée d'adieux Soy Luna en vivo de juin à novembre 2018 en Amérique Latine.
Du 27 novembre 2018 au 29 février 2020 elle réalise sa première tournée en tant que soliste, le Que se pare el mundo Tour (Que le monde s'arrête Tour) en Amérique latine (Argentine, Brésil, Chili, Colombie, Paraguay, Guatemala, Nicaragua, Costa Rica, Méxique et Pérou).
En 2019, Karol devient l'une des 4 juges de l'émission de téléréalité Pequeños Gigantes diffusée sur le réseau Las Estrellas chaque dimanche soir du 25 mars 2019 au 26 mai 2019.
En mars 2021, elle est choisie pour incarner Lupe Diaz, dans la série Siempre fui yo.
En 2024, Karol fera ses débuts au cinéma où elle interprètera Térésa Rondia dans le film Casi El Paraiso qui sortira le 12 septembre au Mexique.
Le 15 août 2024, Karol annonce, via les réseaux sociaux, reporter sa deuxième tournée pour cause d'accident domestique
Karol a confirmé être en couple avec Diego Monroy, un joueur mexicain de football.

## Marketing
Le 27 janvier 2016, elle crée sa chaîne YouTube. En 2021 sa chaine compte plus de 8 millions d'abonnés.
Le 23 mai 2017, son livre autobiographie Soy Karol Sevilla sort en Argentine puis dans toute l'Amérique Latine.
Elle prépare son premier album et a dès à présent dévoilé Vuélveme a mirar así, sorti le 14 février 2020 et Tus besos, sorti le 8 janvier 2021.
Le 15 avril 2024, elle sort sa propre marque de produits dérivés.

## Filmographie
| Année       | Titre                        | Rôle                                      | Notes |  |
| ----------- | ---------------------------- | ----------------------------------------- | --- |  |
| 2008        | Querida enemiga              | Gina Liñán Mendiola                       | |  |
| 2009        | Mujeres asesinas (en)        | Child Cecilia                             | "Cecilia, prohibida" (saison 2, épisode 10)                                                                                                  |  |
| 2008 - 2015 | La rosa de Guadalupe         |                                           | 31 épisodes |  |
| 2010 - 2011 | Para volver a amar           | Monse                                     | "Fanny Desaparece" (saison 1, épisode 69)"Confesiones de Patricio" (saison 1, épisode 76)"Gran final: Partie 1 et 2" (saison 1, épisode 146) |  |
| 2011        | Amorcito corazón             | María Luz "Marilu" Lobo Ballesteros       | "El Engaño" (saison 1, épisode 1)"Primer encuentro" (saison 1, épisode 2)                                                                    |  |
| 2012-2013   | Qué bonito amor              | Lucía                                     | |  |
| 2012 - 2014 | Como dice el dicho           | Renata / Tatis                            | "Despacio que voy deprisa" (saison 2, épisode 56)"No vale la pena llorar" (saison 4, épisode 58)                                             |  |
| 2016 - 2018 | Soy Luna                     | Luna Valente / Sol Benson                 | Rôle principal(saisons 1 à 3 / 220 épisodes)                                                                                                 |  |
| 2017        | Junior Express               | Angie                                     | Invitée dans 1 épisode |  |
| 2018        | Ralph 2.0                    | Dani Fernández (voix) (version espagnole) | |  |
| 2019        | Pequeños Gigantes            | Elle-même                                 | Membre du jury |  |
| 2020        | Soltero con hijas            | Elle-même                                 | Soundtrack |  |
| 2022        | Siempre fui yo               | Lupe Díaz                                 | Rôle Principal |  |
| 2022        | Divina Comida                | Elle-même                                 | Participante |  |
| 2023        | El Circo de la Chola Chabuca | Alicia                                    | Participante |  |
| 2024        | Gigantes                     | Victoria (voix) (version espagnole)       | |  |
| 2024        | Casi El Paraiso              | Teresa Ronda                              | Rôle principal |  |

## Discographie
| Année | Single |  |
| ----- | --- |  |
| 2016  | - Corre (Cover de Cori) - Equivocada (Cover de Thalía) - Sonreir Y Amar |  |
| 2017  | - No Te Quiero Nada (Cover de "Ha-Ash") - Tu Tiempo Es Hoy - Besos De Ceniza (Cover de "Timbiriche") - Te Quiero Mucho (Cover de "Rio Roma") - Roast Yourself Challenge - La Bikina ("Coco" Disney) - Pensándote - Que Se Pare El Mundo |  |
| 2018  | - A Bailar (avec Daniel Martins) - Contingo en la distancia - El Lugar ("Ralph 2.0" Disney) - Boomerang (Cover de "Lali Espósito") |  |
| 2019  | - Mil Besos Por Segundo - Pequeños Gigantes |  |
| 2020  | - Vuelveme A Mirar Asi - Coro de amor (avec Emilio Osorio) |  |
| 2021  | - Tus Besos - Desde hoy - Nadie te entiende - Pase Lo Que Pase (avec Joey Montana) |  |
| 2022  | - Dime, dime - La canción más bonita (avec Pipe Bueno) |  |
| 2023  | - Miedo de sentir - Salud Hermana (avec Cielo Torres) |  |
| 2024  | - No pretendo negar (avec Pipe Bueno) - Ausencia (avec Juliana Velasquez) - Anónimo (avec Mario Bautista) - Cenicienta - Otro Mood - Week-end (avec Timmy Trumpet) - Una Noche Más (avec Alan Navarro)                                  |  |

### Album studio
| Titre | Détails                               |
| ----- | ------------------------------------- |
| TBA   | - Sortie: TBA - Label: OCESA Seitrack |

### Bande son
- Soy Luna (2016)
- Música en ti (2016)
- La vida es un sueño (2017)
- Soy Luna : Remixes (2017)
- Coco (Bande Son Originale en Espagnol) (2017)
- Modo Amar (2018)
- Wifi Ralph (2018)
- Soltero con hijas: Soundtrack (2020)
- Que le pasa a mi familia: Soundtrack (2021)
- Siempre fui yo : Soundtrack (2022)
- Siempre fui yo 2 : Soundtrack (2024)
- Casi el Paraiso : Soundtrack (2024)

## Distinctions

### Récompenses
- Kids' Choice Awards Argentina 2016 :
  - Actrice préférée
- Kids' Choice Awards Colombia 2017 :
  - Actrice préférée
- Tú Awards 2017 :
  - #Queen d'Instagram
- Kids' Choice Awards México 2018 :
  - Actrice préférée
- Kids' Choice Awards Argentina 2018 :
  - Actrice préférée
- Kids' Choice Awards México 2019 :
  - Actrice préférée

### Nominations
- Kids' Choice Awards México 2016 :
  - Actrice préférée
- Kids' Choice Awards Colombia 2016 :
  - Actrice préférée
- Tú Awards 2016 :
  - #Queen d'Instagram
- Kids' Choice Awards México 2017 :
  - Actrice préférée
- Eliot Awards México 2017 :
  - Migrador
- Tú Awards 2017 :
  - #Influenceuse Féminine avec le plus de popularité
- Premios ChipTV 2018 :
  - Meilleure Actrice de Telenovela Internationale

## Tournée
- Soy Luna en Concierto (2017)
- Soy Luna Live (2018)
- Soy Luna en Vivo (2018)
- Que Se Pare El Mundo Tour (2018-2024)
- Luminova Tour (2024-)